# Alabama
Alabama (/ˌæləˈbæmə/ ⓘ) là một tiểu bang nằm ở vùng đông nam Hoa Kỳ, giáp với Tennessee về phía bắc, Georgia về phía đông, Florida và vịnh Mexico về phía nam, và Mississippi về phía tây. Alabama là bang rộng thứ 30 và đông dân thứ 24 (2010) của Hoa Kỳ. Ở đây có một trong những thủy lộ nội địa dài nhất đất nước (dài 1.500 dặm (2.400 km)).
Alabama có biệt danh là Yellowhammer State (Tiểu bang Chim cổ vàng), theo loài biểu tượng của bang. Alabama còn được gọi là "Heart of Dixie" (Tâm Dixie) và Cotton State (Tiểu bang Bông). Loài cây tượng trưng là thông lá dài (Pinus palustris), và loài hoa tượng trưng là hoa trà. Thủ phủ của Alabama là Montgomery. Thành phố lớn nhất theo dân số là Birmingham, mà từ lâu đã là thành phố được công nghiệp hóa mạnh mẽ nhất; thành phố lớn nhất theo diện tích là Huntsville. Thành phố cổ nhất là Mobile, thành lập bởi thực dân Pháp năm 1702 như thủ phủ của Louisiane thuộc Pháp.
Từ cuộc Nội chiến Hoa Kỳ đến Chiến tranh thế giới thứ hai, Alabama, như nhiều bang ở Nam Hoa Kỳ, phải đối mặt với khó khăn kinh tế, một phần bởi vì sự phụ thuộc vào nông nghiệp. Sau chiến tranh thế giới thứ hai, Alabama phát triển nhờ sự chuyển hướng kinh tế từ chủ yếu dựa trên nông nghiệp sang một nền kinh tế đa dạng hơn. Nền kinh tế thế kỷ 21 của Alabama dựa trên quản lý, sản xuất ô tô, tài chính, chế tạo, hàng không vũ trụ, khai thác quặng, y tế, giáo dục, bán lẻ, và công nghệ.

## Từ nguyên
Những người Âu-Mỹ đặt tên sông Alabama và bang Alabama theo người Alabama, một tộc người nói ngôn ngữ Muskogee sinh sống ngay cạnh nơi hợp lưu của sông Coosa và sông Tallapoosa. Trong tiếng Alabama, từ dành cho người thuộc dòng dõi Alabama là Albaamo (hoặc Albaama hoặc Albàamo, tùy theo phương ngữ; dạng số nhiều Albaamaha).
Từ Alabama do vậy nhiều khả năng đến từ tiếng Alabama, giả thuyết rằng nó được mượn từ tiếng Choctaw khó mà chính xác. Cách viết của từ "Alabama" biến thiên đáng kể trong các tài liệu lịch sử. Từ năm 1702, người Pháp gọi người Alabama là Alibamon, còn con sông là Rivière des Alibamons. Những biến thể của cái tên này gồm Alibamu, Alabamo, Albama, Alebamon, Alibama, Alibamou, Alabamu, Allibamou.
Một số học giả đề xuất rằng nó xuất phát từ tiếng Choctaw: alba ("cây" hay "cỏ") và amo ("cắt", "xém", hay "thu lượm"). Ý nghĩa có thể là "người dọn sạch bụi cây" hay "người thu lượm thảo dược", chỉ việc dọn đất để trồng trọt hay thu thập cây thuốc. Tại bang cũng có nhiều địa danh bắt nguồn từ ngôn ngữ bản địa.

## Địa lý

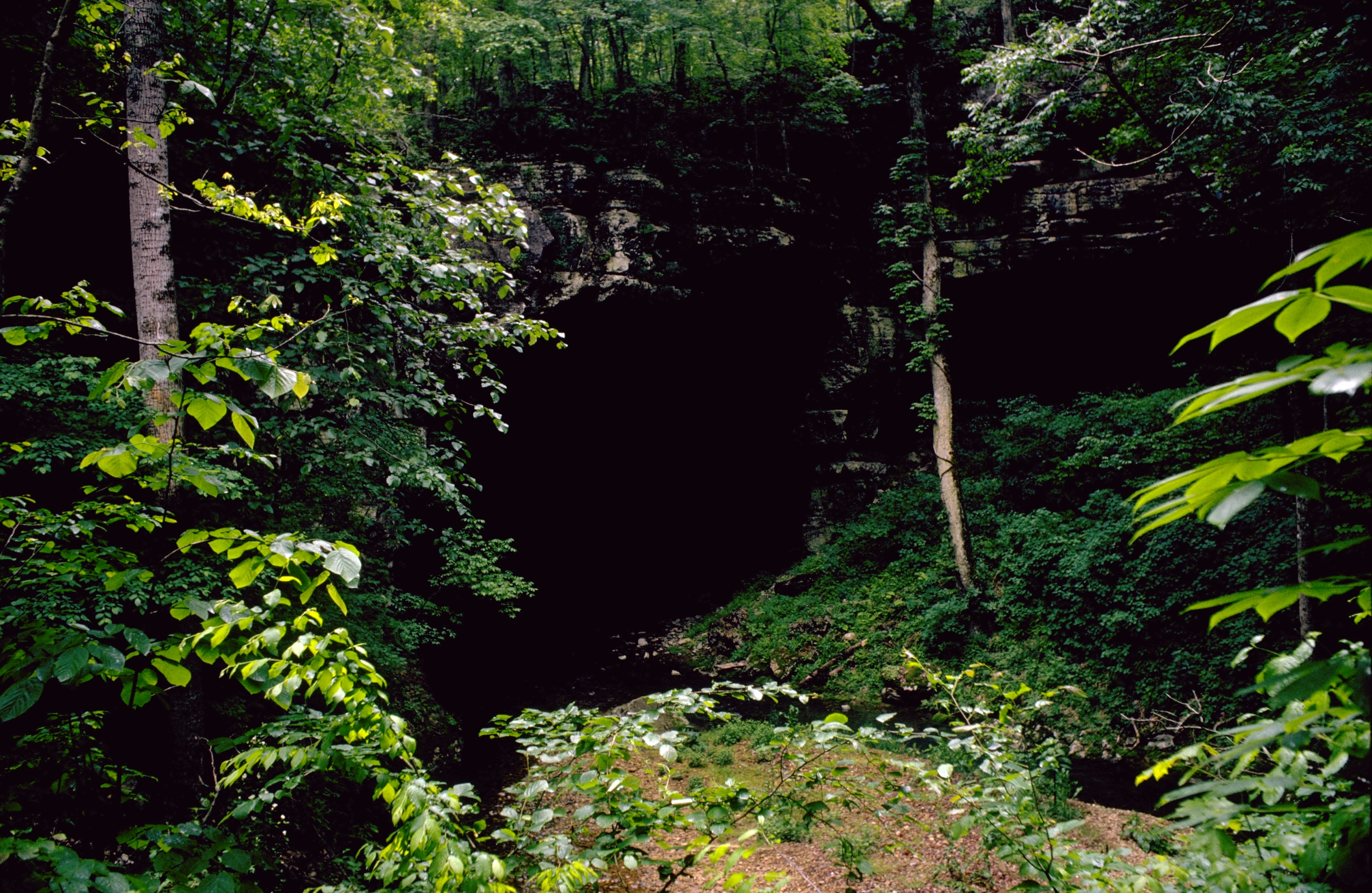
Một trong các lối vào hang Russell tại hạt Jackson. Than từ lửa trại của những người bản địa trong hang có niên đại từ 6550 tới 6145 TCN.

Alabama là bang lớn thứ 30 tại Hoa Kỳ với tổng diện tích 52.419 dặm vuông Anh (135.760 km2): 3,2% diện tích là nước, khiến Alabama trở thành bang có diện tích mặt nước lớn thứ 23. Đây cũng là nơi có hệ thống thủy lộ nội địa lớn thứ nhì Hoa Kỳ. Khoảng ba phần năm diện tích là đồng bằng thoai thoải với xu hướng thấp xuống khi về gần sông Mississippi và vịnh Mexico. Vùng Bắc Alabama nhiều núi non hơn, với sông Tennessee chảy qua một thung lũng lớn và tạo ra nhiều lạch, suối, sông, hẽm núi, và hồ.
Alabama giáp với Tennessee về phía bắc, Georgia về phía đông, Florida về phía nam, và Mississippi về phía tây. Alabama có một đường bờ biển, ở góc tây nam của bang. Độ cao biến thiên từ ngang mực nước biển tại vịnh Mobile tới hơn 1.800 feet (550 m) tại dãy Appalachia miền đông bắc.
Điểm cao nhất là đỉnh núi Cheaha, đạt 2.413 ft (735 m). Alabama có 22 triệu mẫu Anh (89.000 km2) đất rừng (tức 67% tổng diện tích). Quận Baldwin, dọc theo duyên hải Vịnh, là quận lớn nhất của bang về cả diện tích đất liền và diện tích mặt nước.
Những khu vực tại Alabama được quản lý bởi Dịch vụ Vườn Quốc gia gồm vườn quân sự quốc gia Horseshoe Bend gần thành phố Alexander; khu bảo tồn quốc gia Little River Canyon gần Fort Payne; tượng đài quốc gia hang Russell tại Bridgeport; khu lịch sử quốc gia Tuskegee Airmen tại Tuskegee; và khu lịch sử quốc gia học viện Tuskegeee gần Tuskegee.
Thêm vào đó, Alabama sở hữu bốn rừng quốc gia: Conecuh, Talladega, Tuskegee, và William B. Bankhead. Alabama còn có đại lộ Natchez Trace, đường lịch sử quốc gia Selma To Montgomery, và đường lịch sử quốc gia Trail Of Tears. Một thắng cảnh tự nhiên nổi bật ở Alabama là cầu đá "Natural Bridge", chiếc cầu tự nhiên dài nhất, ở phía đông của dãy Rocky, ngay phía nam của Haleyville.

### Khí hậu

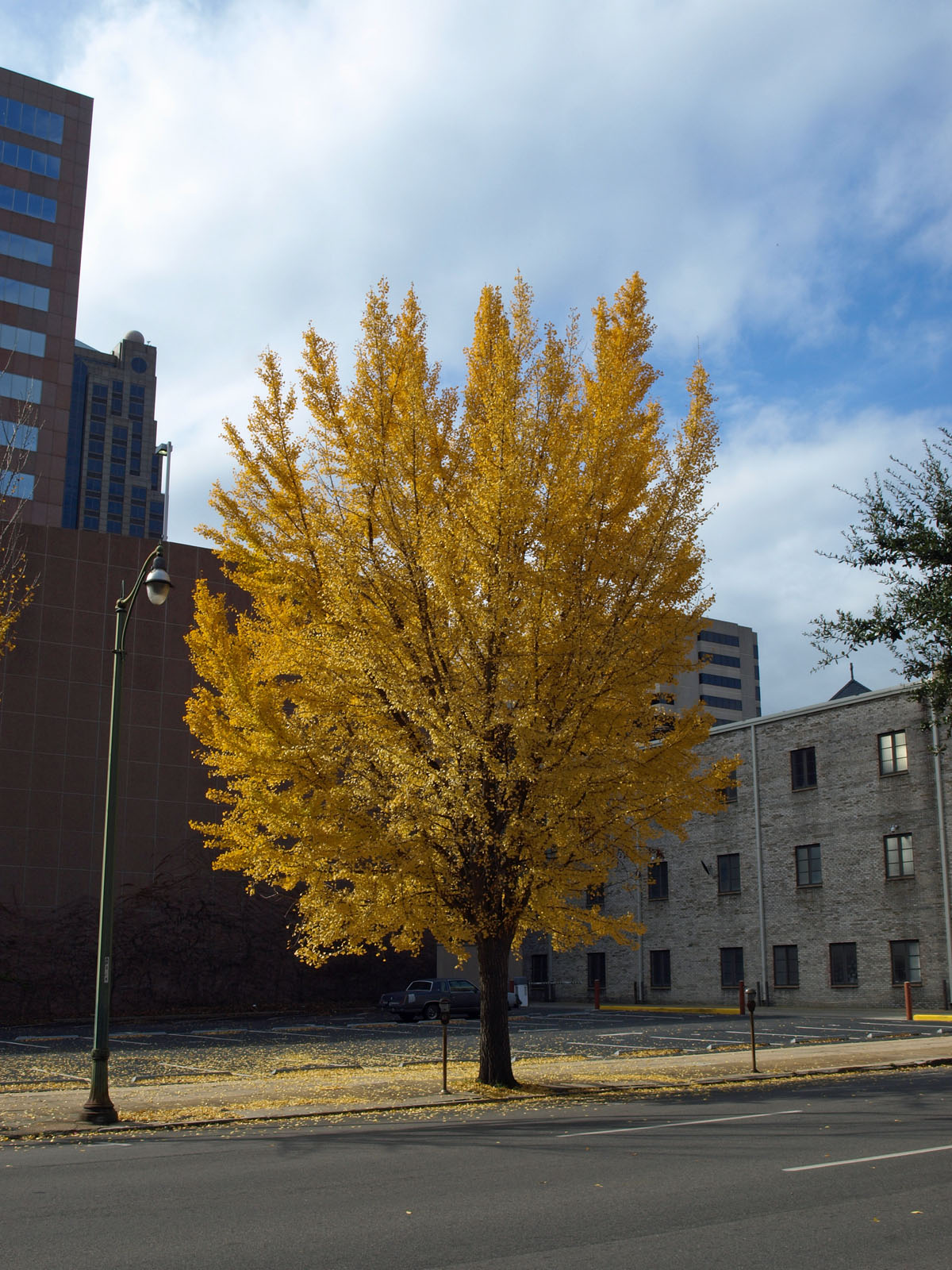
Cây vào mùa thu ở Birmingham

Khí hậu của Alabama là khí hậu cận nhiệt đới âm (Cfa) theo phân loại khí hậu Köppen. Nhiệt độ trung bình hằng năm là 64 °F (18 °C). Miền nam thường ấm hơn do sự lân cận với vịnh Mexico, còn miền bắc, nhất là ở dãy Appalachia mạn đông bắc, thường lạnh hơn. Thường, Alabama có mùa hè nóng và mùa đông dịu và mưa nhiều gần như quanh năm. Alabama nhận lượng mưa trung bình 56 inch (1.400 mm) mỗi năm và mùa trồng trọt kéo dài đến 300 ngày ở miền nam.
Mùa hè Alabama thuộc loại nóng nhất đất nước, với nhiệt độ đạt mức 90 °F (32 °C) suốt mùa hè ở một vài phần của bang. Alabama cũng hứng chịu bão nhiệt đới. Những nơi cách xa biển cũng không thoát khỏi tác động của bão, và thường phải tiếp nhận mưa lớn khi bão đi vào đất liền và suy yếu.
Nam Alabama chịu nhiều dông. Vùng duyên hải Vịnh, quanh vịnh Mobile, trung bình dông được ghi nhận trong 70-80 ngày mỗi năm. Hoạt động này giảm dần khi đi về phía bắc, nhưng thậm chí ở vùng viễn bắc của bang, mỗi năm vẫn có đến 60 ngày dông. Đôi khi, dông đi kèm với sét và mưa đá. Alabama đứng thứ chín về số người chết cho sét và thứ mười về số người chết do sét trên bình quân dân số.
Nhiệt độ cao nhất từng được ghi nhận tại Alabama là 112 °F (44 °C) ngày 5 tháng 9 năm 1925, ở Centerville. Nhiệt độ thấp nhất được ghi nhận là −27 °F (−33 °C) ngày 30 tháng 1 năm 1966, ở New Market.

### Hệ động-thực vật

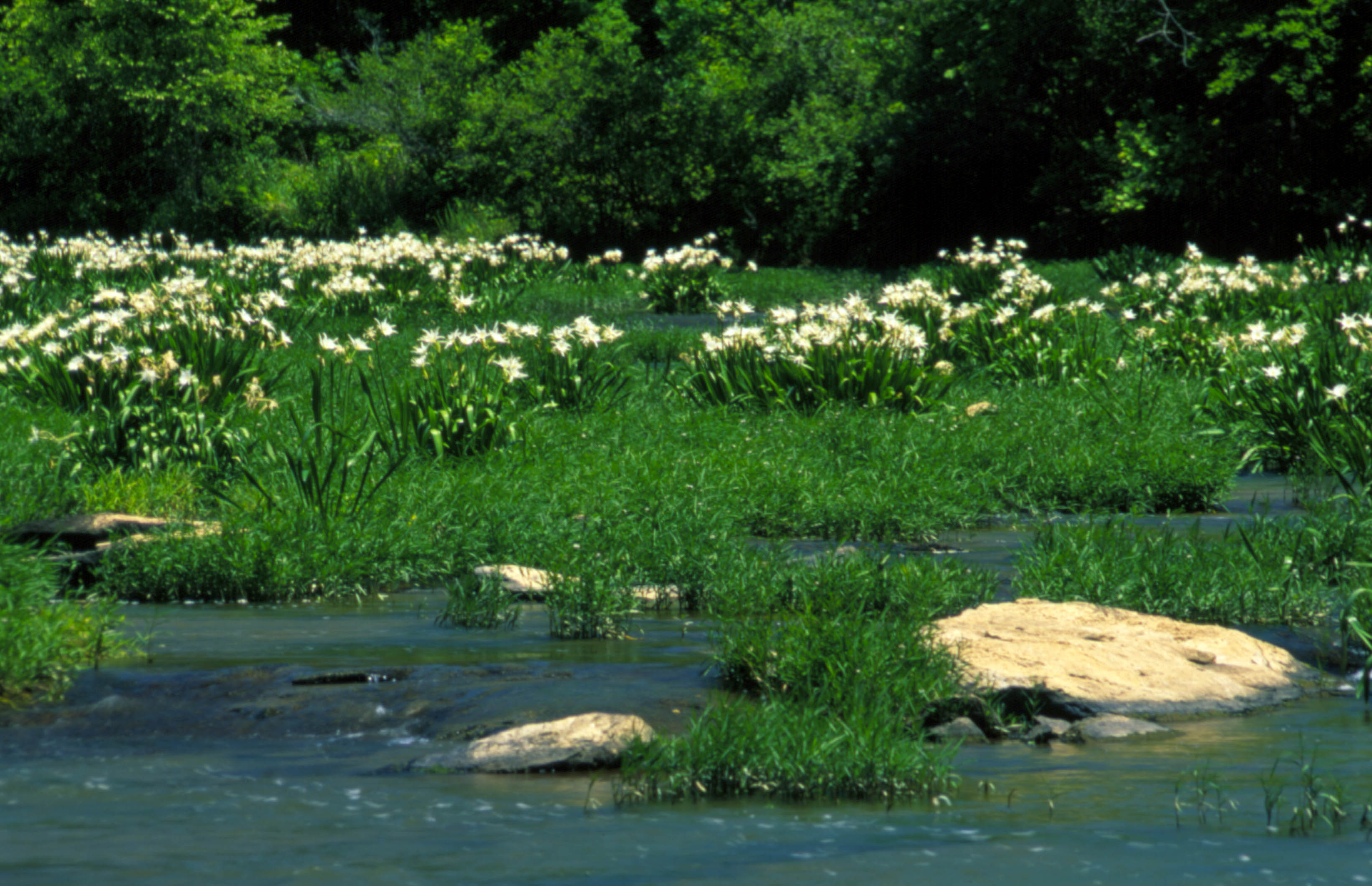
Một bụi Hymenocallis coronaria cạnh sông Cahaba.

Alabama là nơi có một hệ động thực vật phong phú, chủ yếu là do sự đa dạng về môi trường sống, từ thung lũng Tennessee, cao nguyên Appalachia, và Ridge-and-Valley Appalachians của miền bắc đến Piedmont, Canebrake và Black Belt của miền trung đến đồng bằng duyên hải Vịnh và bãi biển dọc vịnh México của miền nam. Alabama thường được xếp vào tốp đầu về đa dạng sinh học.
Alabama nằm trong quần xã sinh vật rừng cây hạt trần cận nhiệt đới và từng hỗ trợ rừng thông trãi rộng khắp nơi, mà vẫn chiếm một phần lớn trong tổng diện tích rừng toàn bang. Alabama được xếp thứ năm toàn quốc về sự đa dạng của thực vật. Đây là nơi có gần 4.000 loài thực vật không có hoa và thực vật có hạt.
Các loài động vật bản địa gồm 62 loài động vật có vú, 93 loài động vật bò sát, 73 loài động vật lưỡng cư, khoảng 307 loài cá nước ngọt, và 420 loài chim. Động vật không xương sống gồm 83 loài tôm hùm đất và 383 loài động vật thân mềm. 113 trong số những loài động vật thân mềm này chưa bao giờ thu thập được ở nơi nào ngoài Alabama.